# Résian
 (juillet 2023).
Si vous disposez d'ouvrages ou d'articles de référence ou si vous connaissez des sites web de qualité traitant du thème abordé ici, merci de compléter l'article en donnant les références utiles à sa vérifiabilité et en les liant à la section « Notes et références ».

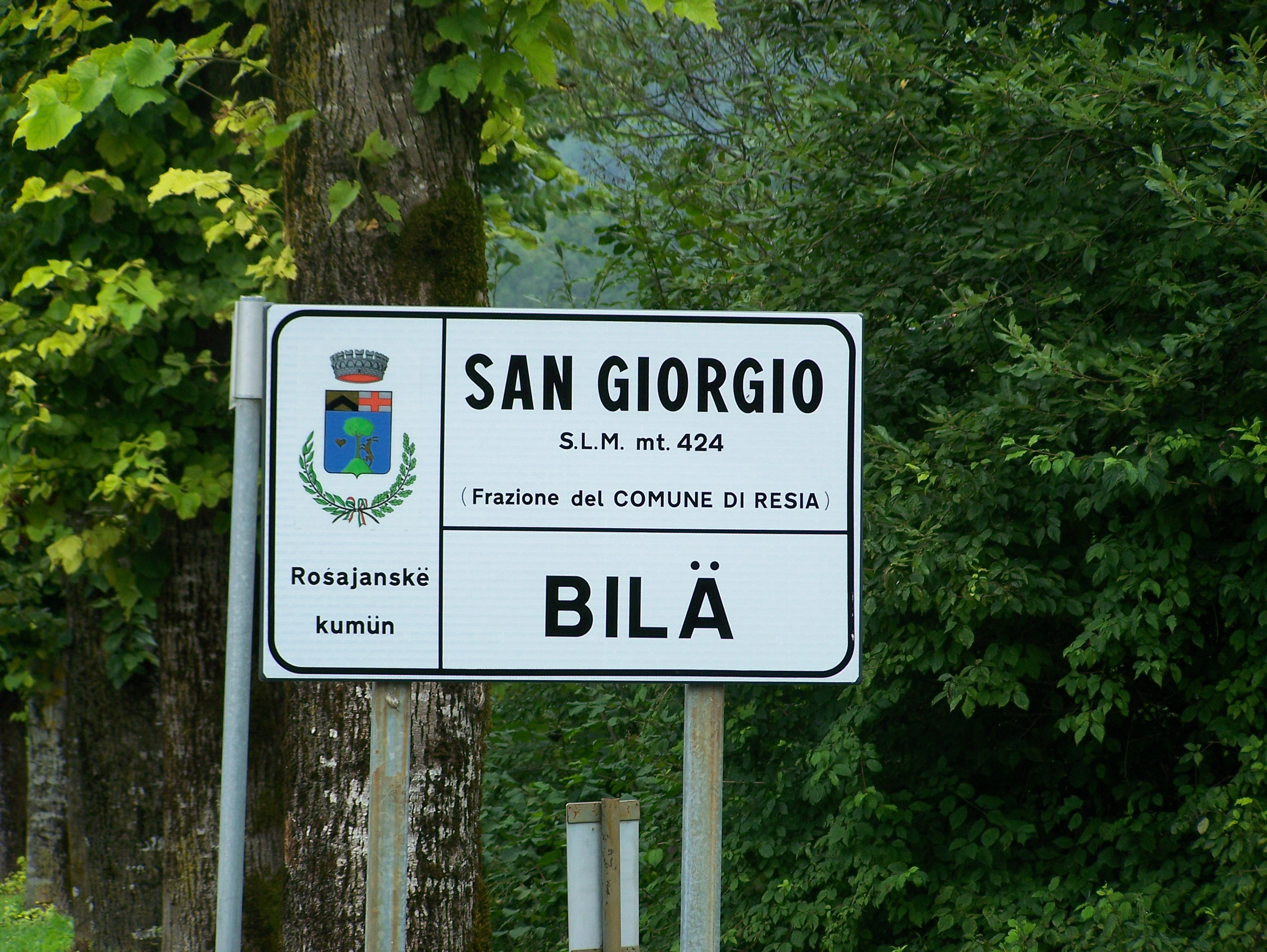
signalisation bilingue en italien et en résian dans la vallée de Resia.

Le résian (Rozajanski langač ou Rozajanski lengač) est un groupe linguistique minoritaire d'origine slave qui est parlé par près d'un millier de personnes dans quelques villages de la vallée de Resia dans la région historique du Frioul, situé dans la province d'Udine, en Italie, près de la frontière avec la Slovénie.

## Présentation
Le résian est constitué de plusieurs dialectes minoritaires, provenant du haut slave[Quoi ?]. Il est principalement parlé dans la vallée de Resia.
Malgré la proximité de la Slovénie, les dialectes résians se distinguent du slovène, notamment au niveau de l'alphabet. Les parlers résians ont été influencés par le ladin qui est lui-même très proche du romanche et du frioulan, langues minoritaires parlées dans cette région alpine située aux confins de l'Italie, de l'Autriche, de la Slovénie et de la Suisse. 
Les dialectes résian seraient néanmoins assez proches de ceux parlés dans la région de la Carinthie. Si la prononciation du résian peut être difficile à comprendre pour les Slovènes, il leur est en revanche plus facile de lire des textes en langage résian.